# Ngambakrejo
Ngambakrejo is een bestuurslaag in het regentschap Grobogan van de provincie Midden-Java, Indonesië. Ngambakrejo telt 4275 inwoners (volkstelling 2010).